# داریگما
داریگما شهری در شهرستان کونگوسی در استان بام در بورکینافاسوی شمالی است و جمعیت آن ۷۸۹ نفر است.